# Étang du Bel Air
L'étang du Bel Air également  appelé étang de Priziac ou lac du Bel Air est un étang de la commune de Priziac (Morbihan), d'une superficie de 54 hectares.

## Géographie
Situé au nord-ouest du bourg de Priziac, à proximité immédiate de celui-ci, l'étang du Bel Air est un étang de faible profondeur alimenté par un petit ruisseau, le ruisseau du Bel Air, affluent de la rivière Aër et sous-affluent de la rivière Ellé. L'étang est entouré de verdure. Ses rives sont boisées au sud et au nord-ouest.

## Faune et flore
Classé en  deuxième catégorie piscicole, l'étang du Bel Air est riche en poissons carnassiers tels que les brochet et les perches et en poissons blancs tels que les carpes.
C'est aussi une des trois stations françaises répertoriées de la lobélie de Dortmann, une espèce végétale protégée et inféodée aux étangs oligotrophes à eaux claires et fonds sableux, se découvrant à l'étiage.

## Activités
L'étang et ses abords sont aménagés pour les activités de loisirs avec notamment un camping, une base nautique, une plage pour la baignade. 